# 高憬宏
高憬宏（1959年8月—），男，汉族，辽宁凌源人，中国共产党党员。中华人民共和国政治人物。吉林大学刑法学专业毕业，研究生学历，法学博士学位。曾任天津市高级人民法院院长、中共天津市委政法委副书记；曾任最高人民法院党组成员、副院长、审判委员会委员、审判员，第十三届全国人民代表大会天津地区代表。

## 生平
1983年12月加入中国共产党。1985年8月参加工作。
2018年2月24日，当选为第十三届全国人大代表。
2019年1月，出任最高人民法院党组成员、副院长、审判员。2023年12月离任。